# Дешифратор

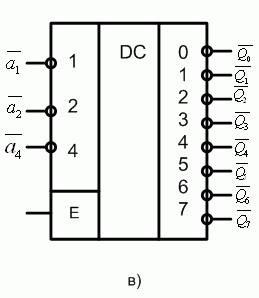
Умовне позначення дешифратора 3 на 8 на схемах

Дешифра́тор або деко́дер (англ. decoder) — логічний пристрій, який перетворює код числа, що надійшов на вхід, у сигнал на одному з його виходів.
Вихідними функціями дешифратора є різноманітні конституанти одиниці: {\displaystyle {\bar {Q_{0}}}{\bar {Q_{1}}}\dots Q_{n},{\bar {Q_{0}}}{\bar {Q_{1}}},\dots ,{\bar {Q_{n-1}}}{\bar {Q_{n}}},\dots ,Q_{0}Q_{1}\dots Q_{n}}. Якщо число представлено у вигляді {\displaystyle n} двійкових розрядів, то дешифратор повинен мати {\displaystyle 2^{n}} виходів.

## Побудова та створення
Дешифратор довільної складності може бути складено з трьох базових логічних елементів: кон'юнкції, диз'юнкції та заперечення.

## Види та класифікація дешифраторів
За принципом дії розрізняють такі види дешифраторів:
- Послідовні,
- Паралельні,
- Паралельно-послідовні.

Розрізняють дешифратори першого та другого роду:
1. Дешифратори першого роду реалізують систему функцій, кожна з яких приймає одиничне значення при відповідному одиничному значенні вхідного слова.
2. Дешифратори другого роду реалізують систему функцій, кожна з яких приймає одиничне значення при визначених діапазонах вхідного слова.

За способом побудови розрізняють:
Лінійні дешифратори{\displaystyle n} змінних, представляють сукупність не зв'язаних між собою {\displaystyle 2^{n}} систем збігу на {\displaystyle n} входів, кожна з яких реалізує відповідну конституанту одиниці.
Пірамідальні дешифраториБудуються за принципом послідовних каскадів: на першому каскаді реалізуються конституанти одиниці для 2 змінних, на {\displaystyle n-1} реалізуються конституанти одиниці для {\displaystyle n} змінних, при цьому, на вході отримується вихід з попереднього каскаду.